# Газовый хвост Земли
Газовый хвост Земли — отвергнутая гипотеза, предполагавшая существование газового рукава, якобы начинавшегося от внешних слоёв земной атмосферы. Гипотеза часто использовалась для объяснения феномена противосияния. Впервые умозрительные предположения о существовании газового хвоста Земли сделаны в XIX веке. В частности, в 1940-х годах об открытии газового хвоста Земли ошибочно сообщали советские астрономы из-за неправильно проведённых измерений. В дальнейшем гипотеза не подтвердилась.

## Гипотеза Гюлдена-Молтона
В 1803 году немецкий естествоиспытатель Александр Гумбольдт в ходе экспедиции в Южную Америку открыл явление противосияния. Когда ночной воздух был особенно чист и прозрачен, в области неба, противоположной Солнцу, было видно тусклое, еле различимое свечение. Занимая на небе площадь, во много раз большую полной Луны, это свечение имело ясно выраженную овальную форму. В 1853 году английский астроном Джонс, а спустя три года датский астроном Т.Брорзен, также обнаружили противосияние, но, не зная об открытии Гумбольдта, приписали его открытие себе. После этого в научном сообществе много десятилетий обсуждался вопрос о природе этого феномена.
В 1894 году директор Стокгольмской обсерватории И.Гюлден выступил с так называемой «метеоритной» гипотезой, согласно которой противосияние представляло собой огромный рой мелких твердых частиц, расположенный в точке либрации. По законам небесной механики на прямой, проходящей через центры Солнца и Земли, расположена одна из так называемых точек либрации. Тело небольших размеров, помещенное вблизи этой точки, постоянно будет описывать вокруг неё сложные орбиты сравнительно небольших размеров, поэтому рой из подобных частиц постоянно будет виден с Земли в стороне, противоположной Солнцу. Гипотезу Гюлдена поддержал американский астроном Ф.Молтон, который рассчитал, что центр этого метеорного роя должен находиться на расстоянии около 1,5 млн километров от Земли, то есть за концом земной тени. Объяснение Гюлдена и Молтона казалось настолько правдоподобным, что в течение почти четырёх десятилетий загадка противосияния считалась решённой.

## Ошибочные сообщения об открытии газового хвоста
В 1938 году советские астрономы решили проверить гипотезу Гюлдена-Молтона и пришли к неожиданному результату: как показали вычисления профессора Г. Н. Дубошина, такой метеоритный рой должен быть неустойчивым. Частицы, его составляющие, обречены на постепенное рассеяние в пространстве, и, таким образом, удивительное постоянство противосияния снова стало загадочным и необъяснимым.
Загадка противосияния, как предполагалось, была раскрыта после открытия газового хвоста Земли И. С. Астаповичем. Во время Великой Отечественной войны группа астрономов-сотрудников МГУ во главе с Астаповичем была направлена в Ашхабад для оказания помощи местным кадрам, где они провели длительный цикл наблюдений. В течение 1942—1944 годов Астапович и его сотрудники провели 167 измерений расстояния от Земли до центра противосияния, которое оказалось равным 125 тысячам километров. Это решительно опровергало гипотезу Гюлдена-Молтона, и Астапович выдвинул альтернативную гипотезу: противосияние порождено газовым облаком, которое непрерывно пополняется все новыми и новыми порциями газа из земной атмосферы.
От внешних частей земной атмосферы к противосиянию, по-видимому, тянется какой-то газовый рукав, состоящий из непрерывно движущихся газов. Иначе говоря, у Земли, вероятно, есть своеобразный газовый отросток, точнее — газовый хвост, направленный, как и кометные хвосты, в сторону, противоположную Солнцу. Само же противосияние не является каким-то облакообразным сгустком газов вблизи Земли. Противосияние — это проекция на звездное небо газового хвоста Земли.
Если бы хвост Земли светился на всем своем протяжении, то противосияние не существовало бы — его свечение «размазалось» бы на все небо. Однако в действительности свечение в хвосте начинается с расстояния около 125 тысяч километров от Земли. Только с этого участка мы и начинаем видеть хвост Земли, представляющийся нам каким-то оторванным от Земли светящимся облаком.
Спектральный анализ противосияния выявил линии азота и кислорода — главных составляющих земной атмосферы, что подтвердило связь противосияния с атмосферой Земли.

## Предполагавшиеся характеристики газового хвоста
Если считать, что убывание яркости в газовом хвосте Земли происходит по тому же закону, что и в газовых кометных хвостах, то, как показывают расчеты Астаповича, газовый хвост Земли имеет длину около 650 тысяч километров, то есть простирается далеко за орбиту Луны. Как и кометные хвосты, газовый хвост Земли слегка отклонен в сторону, обратную движению Земли вокруг Солнца. Этим обстоятельством и объясняется тот факт, что центр противосияния смещен на 3 градуса к западу от точки, противоположной Солнцу.
Эллиптическая форма противосияния, по мнению В. Г. Фесенкова, вызвана сплюснутостью земной атмосферы в направлении, перпендикулярном к плоскости земной орбиты. Поэтому и любые поперечные сечения газового хвоста Земли имеют сплюснутую эллиптическую форму. Газовый хвост Земли состоит из быстро движущихся молекул. Выброшенные за границы атмосферы отталкивающим действием лучей Солнца, эти молекулы сплошным газовым потоком непрерывно рассеиваются в межпланетное пространство. Их скорость движения такова, что в течение суток состав хвоста обновляется несколько раз.